# Nehemiah G. Ordway

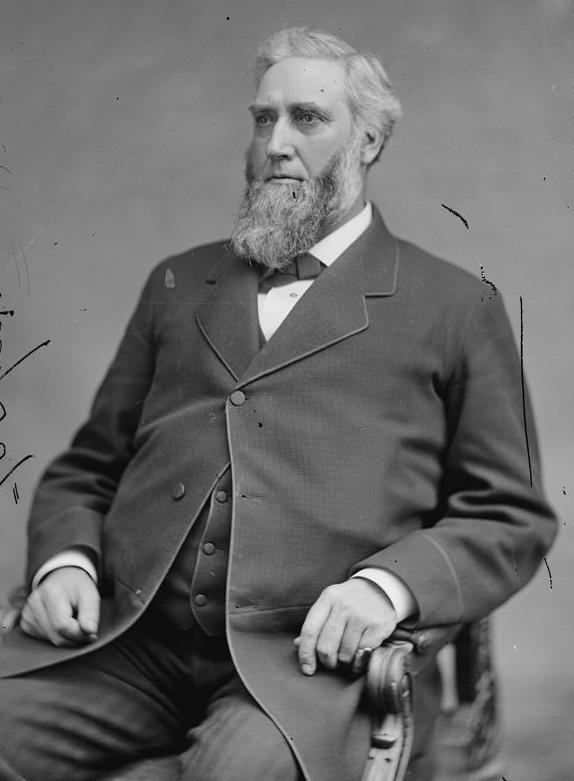
Nehemiah G. Ordway

Nehemiah George Ordway (* 10. November 1828 in Warner, New Hampshire; † 3. Juli 1907 in Boston, Massachusetts) war ein US-amerikanischer Politiker und von 1880 bis 1884 der siebte Territorialgouverneur im Dakota-Territorium.

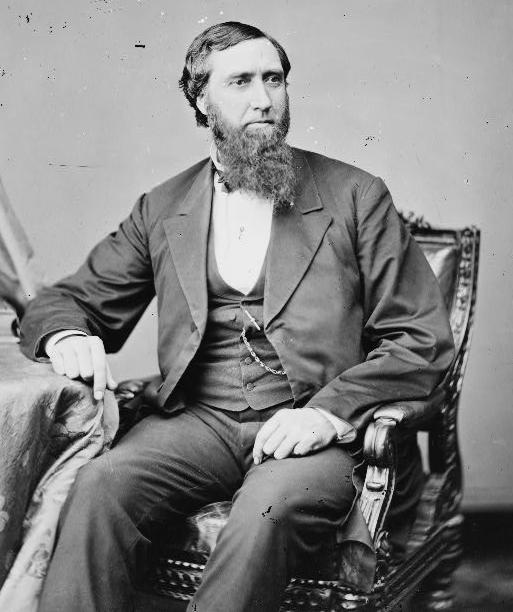
Nehemiah G. Ordway um 1865

## Frühe Jahre und politischer Aufstieg
Nehemiah Ordway besuchte die örtlichen Schulen seiner Heimat. Danach stieg er in das Handels- und Bankengeschäft ein. Er wurde Mitglied der Republikanischen Partei und wurde deren Staatsvorsitzender in New Hampshire zu werden. In dieser Eigenschaft unterstützte er 1860 den Präsidentschaftswahlkampf von Abraham Lincoln. Im Jahr 1862 wurde er zum Leiter des US-Postwesens in den Neuenglandstaaten ernannt. Zwischen 1863 und 1875 war er Protokollchef des US-Repräsentantenhauses (Sergeant at Arms). Die folgenden fünf Jahre bis 1880 saß er im Senat von New Hampshire. Im Mai 1880 wurde er von Präsident Rutherford B. Hayes zum neuen Gouverneur im Dakota-Territorium ernannt.

## Territorialgouverneur
Ordway wurde am 1. Juni vom Kongress für dieses Amt bestätigt und kam am 23. Juni 1880 in der Hauptstadt Yankton an. In den vier Jahren seiner Amtszeit erlebte das Territorium einen gewaltigen Zuwachs durch neue Siedler. Die Einwohnerzahl hat sich zwischen 1879 und 1884 beinahe verdoppelt und die Landwirtschaft und Industrie blühte trotz einiger Naturkatastrophen auf. Begünstigt wurde diese Entwicklung durch den weiteren Ausbau des Eisenbahnnetzes. Als Folge des Bevölkerungszuwachses entstanden auch viele neue Städte und Bezirke. Gouverneur Ordway musste sich im Februar 1881 mit einer extremen Witterungssituation auseinandersetzen, als ein neuntägiger intensiver Schneesturm zu Versorgungsengpässen im Land führte. Im Jahr 1883 verlegte Ordway die Hauptstadt des Territoriums gegen starken Widerstand von Yankton nach Bismarck. Die Regierung Ordways geriet von Anfang an unter Korruptionsverdacht. Man warf ihm Bestechlichkeit und Vetternwirtschaft vor. Seit 1881 wurde von Seiten der Opposition mehrere Vorstöße in Washington unternommen, um den Gouverneur ablösen zu lassen. Auch im Zusammenhang mit der Gründung neuer Bezirke und Städte wurden im Jahr 1883 Unregelmäßigkeiten aufgedeckt. Nachdem die Berichte über Ordway immer negativer wurden und ihn ein Gericht wegen Korruption verurteilt hatte, wurde er im Jahr 1884 von Präsident Chester A. Arthur seines Amtes enthoben und durch Gilbert A. Pierce ersetzt.

## Weiterer Lebenslauf
Nach seiner Absetzung verblieb Ordway noch einige Jahre in Dakota, wo er die Interessen der Northern Pacific Railway vertrat. Er war auch ein Gegner der Trennung des Territoriums in die Staaten North und South Dakota. In den 1890er Jahren kehrte er nach New Hampshire zurück, wo er zwei Farmen betrieb und den Rest seines Lebens verbrachte.